# Андро Бушље
Андро Бушље (Дубровник, 4. јануар 1986) хрватски је ватерполиста. Игра на позицији бека.
Са репрезентацијом Хрватске је освојио бронзане медаље на Светским првенствима 2009. у Риму и 2011. у Шангају и златну медаљу на Европском првентву 2010. у Загребу.